# Letras claudianas

Letras Claudianas, com a variante ↃϹ de antisigma apoiada por manuscritos de Prisciano.

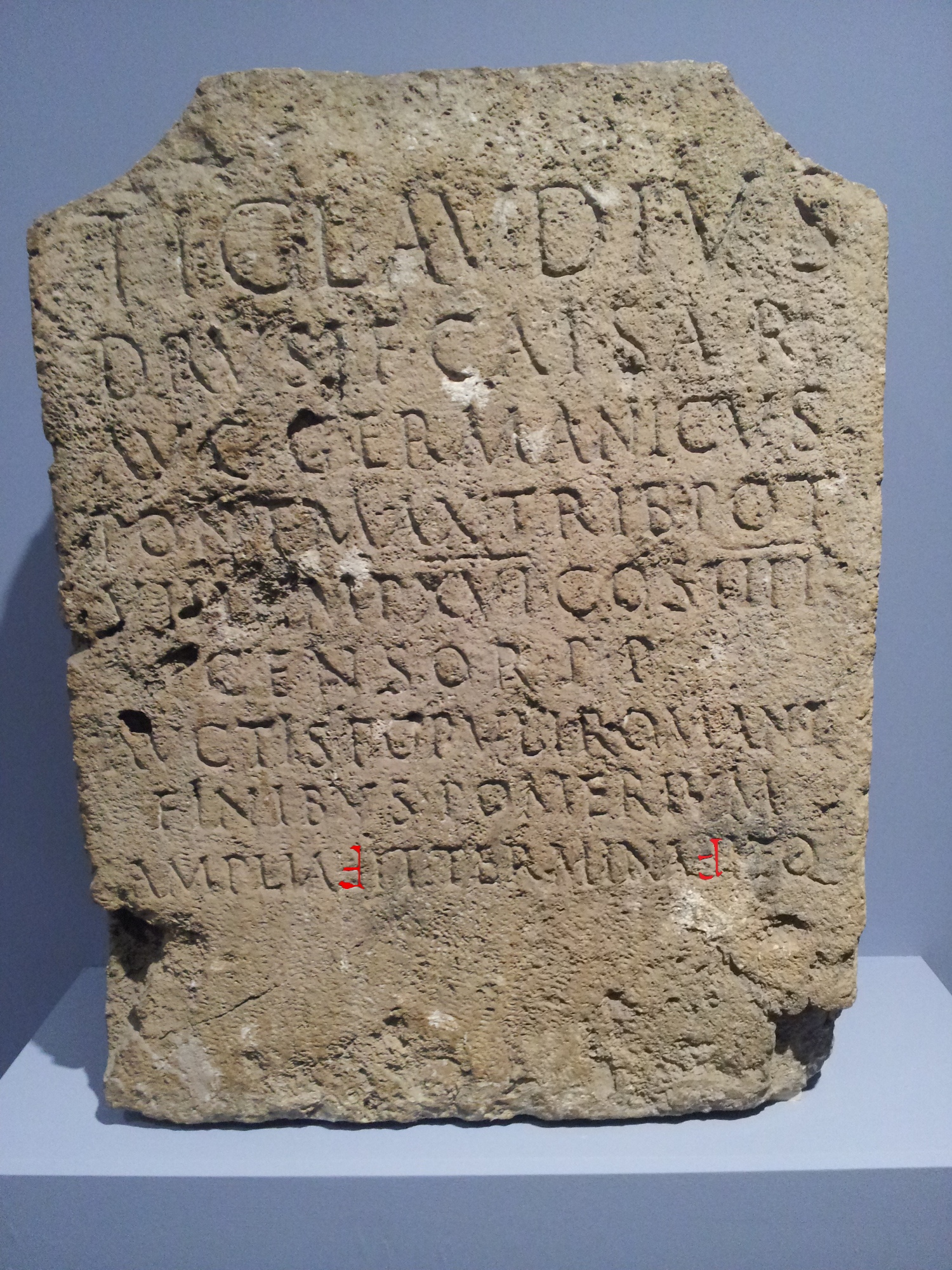
Marcador Pomerium Claudiano marcador, onde palavras escritas amplia 'v' 'it' 'e' termina 'e' 'Termina')

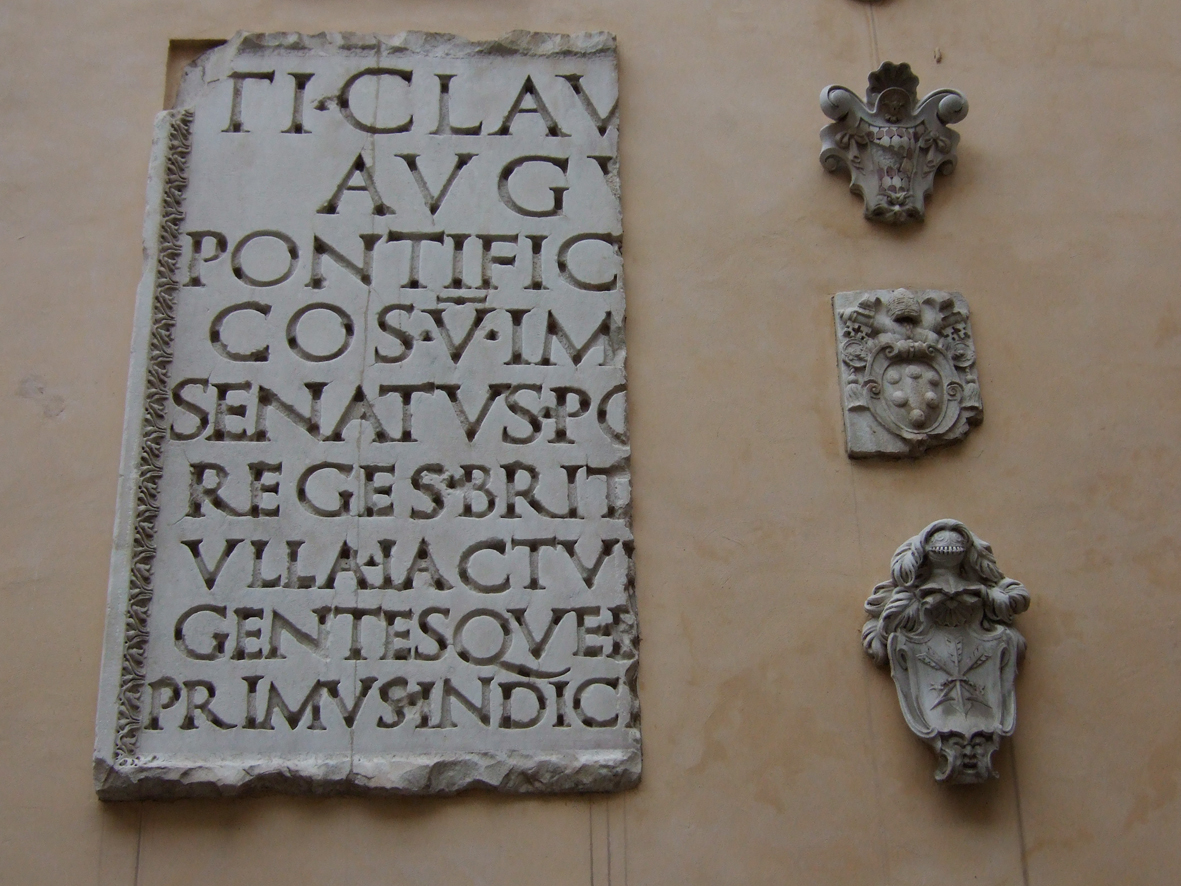
Inscrição do Arco de Claudius (Vitória Britânica) -hoje nos [museus Capitolinos) como um exemplo de digamma inverso.

 As letras claudianas foram desenvolvidas pelo imperador romano Claudius (reinou de 41 a 54) que tentou introduzir três novas letras para o alfabeto latino:
- Ↄ ou ⵋ/X (antissigma) para substituir as sequências consonânticas BS e PS, assim como X servia para as sequências CS e GS. A forma exata desta letra é debatida porque se descobriu um texto desta época que acuradamente descrevia como ela era. O professor alemão Franz Bücheler o identificou com uma variante do número romano Ↄ,[2] Mas os filólogos do século XX, trabalhando com cópias de livros feitos pelo gramático latino Prisciano, acreditam que seria mais provável que sua forma se assemelhasse a dois Cs ligados (ↄ+ϲ), tal forma era uma variante preexistente da letra grega sigma que foi facilmente confundida por um X por escritores posteriores. O professor americano Revilo Oliver argumentou que Claudius haveria baseado esta letra numa variante arcadiana da letra grega Ψ[1]. Esta Letra não deve ser confundida com o Ó Aberto (Ɔ).
- Ⅎ, um F virado ou digama (digamma inversum) que seria usado em vez da letra V ao denotar o fonema consonantal [w] ou [β]. Assim, assemelha-se ao uso da letra V em textos latinos modernos, onde o uso vocálico da letra V é representado por sua variante U, que foi reconhecida como uma letra diferente somente mais tarde.

- Ⱶ, um H pela metade. O valor desta letra não é claro, mas talvez teria representado o chamado sonus medius, um som de vogal curta (provavelmente [ɨ] ou [ʉ]) usado antes de consoante labials em palavras latinas como optumus e optimus. A letra foi usada mais tarde como uma variante de [y] em inscrições para o grego upsilon (como em Olympicus). Esta letra pode ter desaparecido porque o próprio "sonus medius" desapareceu da linguagem falada.

## Uso
Essas letras foram usadas em pequena medida em inscrições públicas que datam do reinado de Cláudio, mas seu uso foi abandonado após sua morte. Suas formas provavelmente foram escolhidas para facilitar a transição, pois podiam ser feitas de modelos para Letras existentes. Ele pode ter sido inspirado por seu ancestral Ápio Cláudio Cego, o Censor Romano, que fez mudanças anteriores no alfabeto latino. Cláudio de fato apresentou suas Letras durante seu próprio mandato como censor (47-48), usando argumentos preservados no relato do historiador Tácito sobre seu reinado, embora a proclamação original não exista mais. Suetônio disse das Letras de Cláudio:
 Além disso Claudius inventou três novas letras e as adicionou ao alfabeto, mantendo que eram muito necessárias; Ele publicou um livro sobre a teoria deles quando ainda estava na vida privada e, quando se tornou imperador, não teve dificuldade em promover seu uso geral. Esses personagens ainda podem ser vistos em vários livros, nos registros [do estado] e nas inscrições em edifícios públicos.
O suporte para as letras foi adicionado na versão 5.0.0 de unicode. Embora essas Letras, como todas as letras latinas na antiguidade, ocorriam originalmente apenas em forma de capital, formas minúsculas foram introduzidas para atender aos requisitos de revestimento Unicode. A forma minúscula para o transformado F foi projetada como uma pequena capital f, não deve ser confundida com o símbolo IPA [ɟ]epresentando um palatal oclusiva.
As letras são codificadas da seguinte forma:
| Descrição                                                          | Letra | Unicode       | Html                        | Esceita |
| ------------------------------------------------------------------ | ----- | ------------- | --------------------------- | ------- |
| Tornou-se Maiúscula capital f girou f pequeno F                    | Ⅎ ⅎ   | U+2132 u+214e | & amp;#8498; & amp;#8526;   | Latim   |
| Numeral romano se tornou Cem Letra pequena latina invertida C      | Ↄ ↄ   | U+2183 u+2184 | & amp;#8579; & amp;#8580;   | Latim   |
| Letra maiúscula latina – metade de H letra pequena latina metade h | Ⱶ ⱶ   | U+2c75 u+2c76 | & amp;#11381; & amp;#11382; | Latim   |